# K+S
K+S AG (tidligere  Kali und Salz GmbH ) er en tysk agrokemisk- og saltvirksomhed med hovedsæde i Kassel. Virksomheden er Europas største leverandør af potaske til brug i gødning. Siden overtagelsen af Morton Salt i 2009 har K+S også været verdens største saltproducent. Virksomheden producerer og distribuerer også andre typer mineral-gødning såsom magnesiumsalte, og pottegødning.
K+S havde ved udgangen af 2010 15.242 medarbejdere på verdensplan. I 2011 havde virksomheden en omsætning på € 5,15 mia.

## Historie
K+S er grundlagt i 1889 som Aktiengesellschaft für Bergbau und Tiefbohrung. I 1899 blev navnet ændret til Salzdetfurth AG in 1899. I 1973 blev virksomheden fusioneret med potaske-divisionen i BASF-datterselskabet Wintershall blev virksomheden navngivet Kali und Salz (kalium og salt). I 1999 skiftede virksomheden navn til K+S. K+S har ekspanderet internationalt og er tilstede i 15 forskellige lande: Østrig, Belgien, Tjekkiet, Frankrig, Grækenland, Tyskland, Italien, Holland, Polen, Portugal, Spanien, Sverige, Schweiz og Storbritannien. Udenfor Europa er virksomheden repræsenteret i Chile, Canada og USA.